# Ardul Negru, Vînohradiv
Ardul Negru (în ucraineană Чорнотисів, transliterat: Ciornotîsiv, în maghiară Feketeardó) este localitatea de reședință a comunei Ardul Negru din raionul Vînohradiv, regiunea Transcarpatia, Ucraina.

## Demografie
Componența lingvistică a localității Ardul Negru
     Ucraineană (66,8%)
     Maghiară (32,75%)
     Alte limbi (0,4%)
Conform recensământului din 2001, majoritatea populației localității Ardul Negru era vorbitoare de ucraineană (66,8%), existând în minoritate și vorbitori de maghiară (32,75%).